# Fed Cup 2012
Fed Cup 2012 – 50. edycja tenisowego Pucharu Federacji. Zawody odbywały się w następujących terminach:
- 4–5 lutego – I runda Grupy Światowej oraz Grupy Światowej II, rozgrywki strefowe
- 21–22 kwietnia – półfinały Grupy Światowej, konfrontacje barażowe
- 4–5 listopada – finał Grupy Światowej.

## Grupa Światowa
|  |                    |                    |                    |        |   |                         |                         |                         |  |  |                     |                     |                     |
|  | I runda 4-5 lutego | I runda 4-5 lutego | I runda 4-5 lutego |        |   | Półfinał 21-22 kwietnia | Półfinał 21-22 kwietnia | Półfinał 21-22 kwietnia |  |  | Finał 4-5 listopada | Finał 4-5 listopada | Finał 4-5 listopada |
|  | I runda 4-5 lutego | I runda 4-5 lutego | I runda 4-5 lutego |        |   | Półfinał 21-22 kwietnia | Półfinał 21-22 kwietnia | Półfinał 21-22 kwietnia |  |  | Finał 4-5 listopada | Finał 4-5 listopada | Finał 4-5 listopada |
|  |                    |                    |                    |        |   |                         |                         |                         |  |  |                     |                     |                     |
|  |                    |                    |                    |        |   |                         |                         |                         |  |  |                     |                     |                     |
|  | 1                  | Rosja              | 3                  |        |   |                         |                         |                         |  |  |                     |                     |                     |
|  | 1                  | Rosja              | 3                  |        |   |                         |                         |                         |  |  |                     |                     |                     |
|  |                    | Hiszpania          | 2                  |        |   |                         |                         |                         |  |  |                     |                     |                     |
|  |                    | Hiszpania          | 2                  |        | 1 | Rosja                   | 2                       |                         |  |  |                     |                     |                     |
|  |                    |                    |                    |        | 1 | Rosja                   | 2                       |                         |  |  |                     |                     |                     |
|  |                    |                    |                    | Serbia | 3 |                         |                         |                         |  |  |                     |                     |                     |
|  | 4                  | Belgia             | 2                  | Serbia | 3 |                         |                         |                         |  |  |                     |                     |                     |
|  | 4                  | Belgia             | 2                  |        |   |                         |                         |                         |  |  |                     |                     |                     |
|  |                    | Serbia             | 3                  |        |   |                         |                         |                         |  |  |                     |                     |                     |
|  |                    | Serbia             | 3                  |        |   | Serbia                  | 1                       |                         |  |  |                     |                     |                     |
|  |                    |                    |                    |        |   |                         |                         |                         |  |  |                     |                     |                     |
|  |                    |                    | 2                  | Czechy | 3 |                         |                         |                         |  |  |                     |                     |                     |
|  |                    | Ukraina            | 2                  | Czechy | 3 | 2                       |                         |                         |  |  |                     |                     |                     |
|  |                    | Ukraina            |                    |        |   |                         |                         |                         |  |  |                     |                     |                     |
|  | 3                  | Włochy             | 3                  |        |   |                         |                         |                         |  |  |                     |                     |                     |
|  | 3                  | Włochy             | 3                  |        |   | 3                       | Włochy                  | 1                       |  |  |                     |                     |                     |
|  |                    |                    |                    |        |   | 3                       | Włochy                  | 1                       |  |  |                     |                     |                     |
|  |                    |                    | 2                  | Czechy | 4 |                         |                         |                         |  |  |                     |                     |                     |
|  |                    | Niemcy             | 2                  | Czechy | 4 | 1                       |                         |                         |  |  |                     |                     |                     |
|  |                    | Niemcy             |                    |        |   |                         |                         |                         |  |  |                     |                     |                     |
|  | 2                  | Czechy             | 4                  |        |   |                         |                         |                         |  |  |                     |                     |                     |
|  | 2                  | Czechy             | 4                  |        |   |                         |                         |                         |  |  |                     |                     |                     |

### Ćwierćfinały

#### Składy
| Rosja                                                                                    | Belgia                                                                | Włochy                                                            | Niemcy                                                                 |
| ---------------------------------------------------------------------------------------- | --------------------------------------------------------------------- | ----------------------------------------------------------------- | ---------------------------------------------------------------------- |
| Marija Szarapowa Swietłana Kuzniecowa Nadieżda Pietrowa Jekatierina Makarowa             | Yanina Wickmayer Kirsten Flipkens Tamaryn Hendler Alison Van Uytvanck | Francesca Schiavone Flavia Pennetta Sara Errani Roberta Vinci     | Sabine Lisicki Julia Görges Angelique Kerber Anna-Lena Grönefeld       |
| Hiszpania                                                                                | Serbia                                                                | Ukraina                                                           | Czechy                                                                 |
| Carla Suárez Navarro Arantxa Parra Santonja Nuria Llagostera Vives Sílvia Soler Espinosa | Jelena Janković Bojana Jovanovski Aleksandra Krunić Natalija Kostić   | Kateryna Bondarenko Łesia Curenko Olha Sawczuk Julija Bejhelzimer | Petra Kvitová Iveta Benešová Barbora Záhlavová-Strýcová Lucie Hradecká |

#### Wyniki
| Rosja | Rosja     | 3                                               | 2 | Hiszpania | Hiszpania |  |
| --- | --------- | ----------------------------------------------- | - | --------- | --------- |  |
| Olimpijskij, Moskwa, Rosja nawierzchnia: Twarda (hala) 4 lutego–5 lutego 2012 |           |                                                 |   |           |           |  |
| \| 1 \| \| Marija Szarapowa \| 6 \| 6 \| \| \| \| 1 \| \| Sílvia Soler Espinosa \| 2 \| 1 \| \| \| \| 2 \| \| Swietłana Kuzniecowa \| 6 \| 6 \| \| \| \| 2 \| \| Carla Suárez Navarro \| 3 \| 1 \| \| \| \| 3 \| \| Nadieżda Pietrowa \| 0 \| 3 \| \| \| \| 3 \| \| Carla Suárez Navarro \| 6 \| 6 \| \| \| \| 4 \| \| Swietłana Kuzniecowa \| 6 \| 4 \| 6 \| \| \| 4 \| \| Sílvia Soler Espinosa \| 2 \| 6 \| 3 \| \| \| 5 \| \| Swietłana Kuzniecowa / Nadieżda Pietrowa \| 3 \| 0 \| krecz \| \| \| 5 \| \| Nuria Llagostera Vives / Arantxa Parra Santonja \| 6 \| 0 \| \| \| |           |                                                 |   |           |           |  |
| 1 | Rosja     | Marija Szarapowa                                | 6 | 6         |           |  |
| 1 | Hiszpania | Sílvia Soler Espinosa                           | 2 | 1         |           |  |
| 2 | Rosja     | Swietłana Kuzniecowa                            | 6 | 6         |           |  |
| 2 | Hiszpania | Carla Suárez Navarro                            | 3 | 1         |           |  |
| 3 | Rosja     | Nadieżda Pietrowa                               | 0 | 3         |           |  |
| 3 | Hiszpania | Carla Suárez Navarro                            | 6 | 6         |           |  |
| 4 | Rosja     | Swietłana Kuzniecowa                            | 6 | 4         | 6         |  |
| 4 | Hiszpania | Sílvia Soler Espinosa                           | 2 | 6         | 3         |  |
| 5 | Rosja     | Swietłana Kuzniecowa / Nadieżda Pietrowa        | 3 | 0         | krecz     |  |
| 5 | Hiszpania | Nuria Llagostera Vives / Arantxa Parra Santonja | 6 | 0         |           |  |

| Belgia | Belgia | 2                                      | 3  | Serbia | Serbia |  |
| --- | ------ | -------------------------------------- | -- | ------ | ------ |  |
| Spiroudome, Charleroi, Belgia nawierzchnia: Twarda (hala) 4 lutego–5 lutego 2012 |        |                                        |    |        |        |  |
| \| 1 \| \| Kirsten Flipkens \| 5 \| 5 \| \| \| \| 1 \| \| Jelena Janković \| 7 \| 7 \| \| \| \| 2 \| \| Yanina Wickmayer \| 6 \| 6 \| \| \| \| 2 \| \| Bojana Jovanovski \| 4 \| 4 \| \| \| \| 3 \| \| Yanina Wickmayer \| 6 \| 6 \| \| \| \| 3 \| \| Aleksandra Krunić \| 1 \| 0 \| \| \| \| 4 \| \| Kirsten Flipkens \| 2 \| 4 \| \| \| \| 4 \| \| Bojana Jovanovski \| 6 \| 6 \| \| \| \| 5 \| \| Yanina Wickmayer / Alison Van Uytvanck \| 62 \| 6 \| 1 \| \| \| 5 \| \| Bojana Jovanovski / Aleksandra Krunić \| 7 \| 4 \| 6 \| \| |        |                                        |    |        |        |  |
| 1 | Belgia | Kirsten Flipkens                       | 5  | 5      |        |  |
| 1 | Serbia | Jelena Janković                        | 7  | 7      |        |  |
| 2 | Belgia | Yanina Wickmayer                       | 6  | 6      |        |  |
| 2 | Serbia | Bojana Jovanovski                      | 4  | 4      |        |  |
| 3 | Belgia | Yanina Wickmayer                       | 6  | 6      |        |  |
| 3 | Serbia | Aleksandra Krunić                      | 1  | 0      |        |  |
| 4 | Belgia | Kirsten Flipkens                       | 2  | 4      |        |  |
| 4 | Serbia | Bojana Jovanovski                      | 6  | 6      |        |  |
| 5 | Belgia | Yanina Wickmayer / Alison Van Uytvanck | 62 | 6      | 1      |  |
| 5 | Serbia | Bojana Jovanovski / Aleksandra Krunić  | 7  | 4      | 6      |  |

| Włochy | Włochy  | 3                               | 2 | Ukraina | Ukraina |  |
| --- | ------- | ------------------------------- | - | ------- | ------- |  |
| Lauretana Forum, Biella, Włochy nawierzchnia: Ceglana (hala) 4 lutego–5 lutego 2012 |         |                                 |   |         |         |  |
| \| 1 \| \| Sara Errani \| 6 \| 6 \| \| \| \| 1 \| \| Kateryna Bondarenko \| 2 \| 3 \| \| \| \| 2 \| \| Francesca Schiavone \| 1 \| 2 \| \| \| \| 2 \| \| Łesia Curenko \| 6 \| 6 \| \| \| \| 3 \| \| Francesca Schiavone \| 6 \| 7 \| 6 \| \| \| 3 \| \| Kateryna Bondarenko \| 7 \| 5 \| 4 \| \| \| 4 \| \| Sara Errani \| 1 \| 0 \| krecz \| \| \| 4 \| \| Łesia Curenko \| 6 \| 3 \| \| \| \| 5 \| \| Flavia Pennetta / Roberta Vinci \| 7 \| 0 \| 6 \| \| \| 5 \| \| Łesia Curenko / Olha Sawczuk \| 5 \| 6 \| 1 \| \| |         |                                 |   |         |         |  |
| 1 | Włochy  | Sara Errani                     | 6 | 6       |         |  |
| 1 | Ukraina | Kateryna Bondarenko             | 2 | 3       |         |  |
| 2 | Włochy  | Francesca Schiavone             | 1 | 2       |         |  |
| 2 | Ukraina | Łesia Curenko                   | 6 | 6       |         |  |
| 3 | Włochy  | Francesca Schiavone             | 6 | 7       | 6       |  |
| 3 | Ukraina | Kateryna Bondarenko             | 7 | 5       | 4       |  |
| 4 | Włochy  | Sara Errani                     | 1 | 0       | krecz   |  |
| 4 | Ukraina | Łesia Curenko                   | 6 | 3       |         |  |
| 5 | Włochy  | Flavia Pennetta / Roberta Vinci | 7 | 0       | 6       |  |
| 5 | Ukraina | Łesia Curenko / Olha Sawczuk    | 5 | 6       | 1       |  |

| Niemcy | Niemcy | 1                                           | 4  | Czechy | Czechy |  |
| --- | ------ | ------------------------------------------- | -- | ------ | ------ |  |
| Porsche Arena, Stuttgart, Niemcy nawierzchnia: Twarda (hala) 4 lutego–5 lutego 2012 |        |                                             |    |        |        |  |
| \| 1 \| \| Sabine Lisicki \| 6 \| 4 \| 2 \| \| \| 1 \| \| Iveta Benešová \| 2 \| 6 \| 6 \| \| \| 2 \| \| Julia Görges \| 6 \| 3 \| 8 \| \| \| 2 \| \| Petra Kvitová \| 3 \| 6 \| 10 \| \| \| 3 \| \| Sabine Lisicki \| 7 \| 4 \| 1 \| \| \| 3 \| \| Petra Kvitová \| 62 \| 6 \| 6 \| \| \| 4 \| \| Angelique Kerber \| 6 \| 6 \| \| \| \| 4 \| \| Lucie Hradecká \| 4 \| 4 \| \| \| \| 5 \| \| Julia Görges / Anna-Lena Grönefeld \| 3 \| 64 \| \| \| \| 5 \| \| Iveta Benešová / Barbora Záhlavová-Strýcová \| 6 \| 7 \| \| \| |        |                                             |    |        |        |  |
| 1 | Niemcy | Sabine Lisicki                              | 6  | 4      | 2      |  |
| 1 | Czechy | Iveta Benešová                              | 2  | 6      | 6      |  |
| 2 | Niemcy | Julia Görges                                | 6  | 3      | 8      |  |
| 2 | Czechy | Petra Kvitová                               | 3  | 6      | 10     |  |
| 3 | Niemcy | Sabine Lisicki                              | 7  | 4      | 1      |  |
| 3 | Czechy | Petra Kvitová                               | 62 | 6      | 6      |  |
| 4 | Niemcy | Angelique Kerber                            | 6  | 6      |        |  |
| 4 | Czechy | Lucie Hradecká                              | 4  | 4      |        |  |
| 5 | Niemcy | Julia Görges / Anna-Lena Grönefeld          | 3  | 64     |        |  |
| 5 | Czechy | Iveta Benešová / Barbora Záhlavová-Strýcová | 6  | 7      |        |  |

### Półfinały

#### Składy
| Rosja                                                                          | Serbia                                                           | Włochy                                                        | Czechy                                                        |
| ------------------------------------------------------------------------------ | ---------------------------------------------------------------- | ------------------------------------------------------------- | ------------------------------------------------------------- |
| Marija Kirilenko Anastasija Pawluczenkowa Swietłana Kuzniecowa Jelena Wiesnina | Ana Ivanović Jelena Janković Bojana Jovanovski Aleksandra Krunić | Francesca Schiavone Roberta Vinci Flavia Pennetta Sara Errani | Petra Kvitová Lucie Šafářová Lucie Hradecká Andrea Hlaváčková |

#### Wyniki
| Rosja | Rosja  | 2                                          | 3 | Serbia | Serbia |  |
| --- | ------ | ------------------------------------------ | - | ------ | ------ |  |
| Megasport Arena, Moskwa, Rosja nawierzchnia: Twarda (hala) 21 kwietnia–22 kwietnia 2012 |        |                                            |   |        |        |  |
| \| 1 \| \| Anastasija Pawluczenkowa \| 4 \| 3 \| \| \| \| 1 \| \| Jelena Janković \| 6 \| 6 \| \| \| \| 2 \| \| Swietłana Kuzniecowa \| 6 \| 2 \| 6 \| \| \| 2 \| \| Ana Ivanović \| 2 \| 6 \| 4 \| \| \| 3 \| \| Anastasija Pawluczenkowa \| 6 \| 0 \| 3 \| \| \| 3 \| \| Ana Ivanović \| 3 \| 6 \| 6 \| \| \| 4 \| \| Swietłana Kuzniecowa \| 1 \| 4 \| \| \| \| 4 \| \| Jelena Janković \| 6 \| 6 \| \| \| \| 5 \| \| Anastasija Pawluczenkowa / Jelena Wiesnina \| 6 \| 6 \| \| \| \| 5 \| \| Bojana Jovanovski / Aleksandra Krunić \| 4 \| 0 \| \| \| |        |                                            |   |        |        |  |
| 1 | Rosja  | Anastasija Pawluczenkowa                   | 4 | 3      |        |  |
| 1 | Serbia | Jelena Janković                            | 6 | 6      |        |  |
| 2 | Rosja  | Swietłana Kuzniecowa                       | 6 | 2      | 6      |  |
| 2 | Serbia | Ana Ivanović                               | 2 | 6      | 4      |  |
| 3 | Rosja  | Anastasija Pawluczenkowa                   | 6 | 0      | 3      |  |
| 3 | Serbia | Ana Ivanović                               | 3 | 6      | 6      |  |
| 4 | Rosja  | Swietłana Kuzniecowa                       | 1 | 4      |        |  |
| 4 | Serbia | Jelena Janković                            | 6 | 6      |        |  |
| 5 | Rosja  | Anastasija Pawluczenkowa / Jelena Wiesnina | 6 | 6      |        |  |
| 5 | Serbia | Bojana Jovanovski / Aleksandra Krunić      | 4 | 0      |        |  |

| Czechy | Czechy | 4                                  | 1  | Włochy | Włochy |  |
| --- | ------ | ---------------------------------- | -- | ------ | ------ |  |
| ČEZ Aréna, Ostrawa, Czechy nawierzchnia: Ceglana (hala) 21 kwietnia–22 kwietnia 2012 |        |                                    |    |        |        |  |
| \| 1 \| \| Lucie Šafářová \| 7 \| 6 \| \| \| \| 1 \| \| Francesca Schiavone \| 63 \| 1 \| \| \| \| 2 \| \| Petra Kvitová \| 6 \| 6 \| \| \| \| 2 \| \| Sara Errani \| 4 \| 3 \| \| \| \| 3 \| \| Petra Kvitová \| 6 \| 7 \| \| \| \| 3 \| \| Francesca Schiavone \| 4 \| 61 \| \| \| \| 4 \| \| Andrea Hlaváčková \| 6 \| 2 \| 2 \| \| \| 4 \| \| Sara Errani \| 2 \| 6 \| 6 \| \| \| 5 \| \| Andrea Hlaváčková / Lucie Hradecká \| 5 \| \| \| \| \| 5 \| \| Sara Errani / Flavia Pennetta \| 6 \| krecz \| \| \| |        |                                    |    |        |        |  |
| 1 | Czechy | Lucie Šafářová                     | 7  | 6      |        |  |
| 1 | Włochy | Francesca Schiavone                | 63 | 1      |        |  |
| 2 | Czechy | Petra Kvitová                      | 6  | 6      |        |  |
| 2 | Włochy | Sara Errani                        | 4  | 3      |        |  |
| 3 | Czechy | Petra Kvitová                      | 6  | 7      |        |  |
| 3 | Włochy | Francesca Schiavone                | 4  | 61     |        |  |
| 4 | Czechy | Andrea Hlaváčková                  | 6  | 2      | 2      |  |
| 4 | Włochy | Sara Errani                        | 2  | 6      | 6      |  |
| 5 | Czechy | Andrea Hlaváčková / Lucie Hradecká | 5  |        |        |  |
| 5 | Włochy | Sara Errani / Flavia Pennetta      | 6  | krecz  |        |  |

### Finał

#### Składy
| Czechy                                                        | Serbia                                                           |
| ------------------------------------------------------------- | ---------------------------------------------------------------- |
| Petra Kvitová Lucie Šafářová Lucie Hradecká Andrea Hlaváčková | Ana Ivanović Jelena Janković Bojana Jovanovski Aleksandra Krunić |

#### Wyniki
| Czechy | Czechy | 3                                     | 1 | Serbia | Serbia    |  |
| --- | ------ | ------------------------------------- | - | ------ | --------- |  |
| O2 Arena, Praga, Czechy nawierzchnia: Twarda (hala) 3 listopada–4 listopada 2012 |        |                                       |   |        |           |  |
| \| 1 \| \| Lucie Šafářová \| 6 \| 6 \| \| \| \| 1 \| \| Ana Ivanović \| 4 \| 3 \| \| \| \| 2 \| \| Petra Kvitová \| 6 \| 6 \| \| \| \| 2 \| \| Jelena Janković \| 4 \| 1 \| \| \| \| 3 \| \| Petra Kvitová \| 3 \| 5 \| \| \| \| 3 \| \| Ana Ivanović \| 6 \| 7 \| \| \| \| 4 \| \| Lucie Šafářová \| 6 \| 6 \| \| \| \| 4 \| \| Jelena Janković \| 1 \| 1 \| \| \| \| 5 \| \| Lucie Hradecká / Andrea Hlaváčková \| \| \| nie \| \| \| 5 \| \| Bojana Jovanovski / Aleksandra Krunić \| \| \| rozegrano \| \| |        |                                       |   |        |           |  |
| 1 | Czechy | Lucie Šafářová                        | 6 | 6      |           |  |
| 1 | Serbia | Ana Ivanović                          | 4 | 3      |           |  |
| 2 | Czechy | Petra Kvitová                         | 6 | 6      |           |  |
| 2 | Serbia | Jelena Janković                       | 4 | 1      |           |  |
| 3 | Czechy | Petra Kvitová                         | 3 | 5      |           |  |
| 3 | Serbia | Ana Ivanović                          | 6 | 7      |           |  |
| 4 | Czechy | Lucie Šafářová                        | 6 | 6      |           |  |
| 4 | Serbia | Jelena Janković                       | 1 | 1      |           |  |
| 5 | Czechy | Lucie Hradecká / Andrea Hlaváčková    |   |        | nie       |  |
| 5 | Serbia | Bojana Jovanovski / Aleksandra Krunić |   |        | rozegrano |  |

## Baraże o Grupę Światową

### Składy
| Stany Zjednoczone                                              | Belgia                                                                    | Hiszpania                                                                                  | Australia                                                         |
| -------------------------------------------------------------- | ------------------------------------------------------------------------- | ------------------------------------------------------------------------------------------ | ----------------------------------------------------------------- |
| Serena Williams Christina McHale Sloane Stephens Liezel Huber  | Tamaryn Hendler Alison Van Uytvanck Ysaline Bonaventure An-Sophie Mestach | Sílvia Soler Espinosa Lourdes Domínguez Lino Arantxa Parra Santonja Nuria Llagostera Vives | Samantha Stosur Jarmila Gajdošová Casey Dellacqua Olivia Rogowska |
| Ukraina                                                        | Japonia                                                                   | Słowacja                                                                                   | Niemcy                                                            |
| Łesia Curenko Elina Switolina Ludmyła Kiczenok Nadija Kiczenok | Ayumi Morita Kimiko Date-Krumm Kurumi Nara Rika Fujiwara                  | Dominika Cibulková Daniela Hantuchová Magdaléna Rybáriková Anna Schmiedlová                | Andrea Petković Angelique Kerber Julia Görges Anna-Lena Grönefeld |

### Wyniki
| Stany Zjednoczone | Stany Zjednoczone | 5                                  | 0 | Ukraina | Ukraina |  |
| --- | ----------------- | ---------------------------------- | - | ------- | ------- |  |
| Superior Golf & Spa Resort, Charków, Ukraina nawierzchnia: Ceglana 21 kwietnia – 22 kwietnia 2012 |                   |                                    |   |         |         |  |
| \| 1 \| \| Christina McHale \| 6 \| 4 \| 6 \| \| \| 1 \| \| Łesia Curenko \| 1 \| 6 \| 3 \| \| \| 2 \| \| Serena Williams \| 6 \| 6 \| \| \| \| 2 \| \| Elina Switolina \| 2 \| 1 \| \| \| \| 3 \| \| Serena Williams \| 6 \| 6 \| \| \| \| 3 \| \| Łesia Curenko \| 3 \| 2 \| \| \| \| 4 \| \| Christina McHale \| 7 \| 6 \| \| \| \| 4 \| \| Elina Switolina \| 5 \| 3 \| \| \| \| 5 \| \| Liezel Huber / Sloane Stephens \| 6 \| 6 \| \| \| \| 5 \| \| Ludmyła Kiczenok / Nadija Kiczenok \| 4 \| 1 \| \| \| |                   |                                    |   |         |         |  |
| 1 | Stany Zjednoczone | Christina McHale                   | 6 | 4       | 6       |  |
| 1 | Ukraina           | Łesia Curenko                      | 1 | 6       | 3       |  |
| 2 | Stany Zjednoczone | Serena Williams                    | 6 | 6       |         |  |
| 2 | Ukraina           | Elina Switolina                    | 2 | 1       |         |  |
| 3 | Stany Zjednoczone | Serena Williams                    | 6 | 6       |         |  |
| 3 | Ukraina           | Łesia Curenko                      | 3 | 2       |         |  |
| 4 | Stany Zjednoczone | Christina McHale                   | 7 | 6       |         |  |
| 4 | Ukraina           | Elina Switolina                    | 5 | 3       |         |  |
| 5 | Stany Zjednoczone | Liezel Huber / Sloane Stephens     | 6 | 6       |         |  |
| 5 | Ukraina           | Ludmyła Kiczenok / Nadija Kiczenok | 4 | 1       |         |  |

| Belgia | Belgia  | 1                                         | 4  | Japonia | Japonia |  |
| --- | ------- | ----------------------------------------- | -- | ------- | ------- |  |
| Ariake Coliseum, Tokio, Japonia nawierzchnia: Twarda (hala) 21 kwietnia – 22 kwietnia 2012 |         |                                           |    |         |         |  |
| \| 1 \| \| Alison Van Uytvanck \| 4 \| 4 \| \| \| \| 1 \| \| Ayumi Morita \| 6 \| 6 \| \| \| \| 2 \| \| Tamaryn Hendler \| 1 \| 4 \| \| \| \| 2 \| \| Kimiko Date-Krumm \| 6 \| 6 \| \| \| \| 3 \| \| Tamaryn Hendler \| 5 \| 2 \| \| \| \| 3 \| \| Ayumi Morita \| 7 \| 6 \| \| \| \| 4 \| \| Alison Van Uytvanck \| 7 \| 6 \| \| \| \| 4 \| \| Kurumi Nara \| 62 \| 0 \| \| \| \| 5 \| \| Ysaline Bonaventure / Alison Van Uytvanck \| 2 \| 4 \| \| \| \| 5 \| \| Kimiko Date-Krumm / Rika Fujiwara \| 6 \| 6 \| \| \| |         |                                           |    |         |         |  |
| 1 | Belgia  | Alison Van Uytvanck                       | 4  | 4       |         |  |
| 1 | Japonia | Ayumi Morita                              | 6  | 6       |         |  |
| 2 | Belgia  | Tamaryn Hendler                           | 1  | 4       |         |  |
| 2 | Japonia | Kimiko Date-Krumm                         | 6  | 6       |         |  |
| 3 | Belgia  | Tamaryn Hendler                           | 5  | 2       |         |  |
| 3 | Japonia | Ayumi Morita                              | 7  | 6       |         |  |
| 4 | Belgia  | Alison Van Uytvanck                       | 7  | 6       |         |  |
| 4 | Japonia | Kurumi Nara                               | 62 | 0       |         |  |
| 5 | Belgia  | Ysaline Bonaventure / Alison Van Uytvanck | 2  | 4       |         |  |
| 5 | Japonia | Kimiko Date-Krumm / Rika Fujiwara         | 6  | 6       |         |  |

| Hiszpania | Hiszpania | 2                                               | 3  | Słowacja | Słowacja |  |
| --- | --------- | ----------------------------------------------- | -- | -------- | -------- |  |
| Club de Tenis Puente Romano, Marbella, Hiszpania nawierzchnia: Ceglana 21 kwietnia – 22 kwietnia 2012 |           |                                                 |    |          |          |  |
| \| 1 \| \| Lourdes Domínguez Lino \| 3 \| 0 \| \| \| \| 1 \| \| Dominika Cibulková \| 6 \| 6 \| \| \| \| 2 \| \| Sílvia Soler Espinosa \| 7 \| 6 \| \| \| \| 2 \| \| Daniela Hantuchová \| 65 \| 4 \| \| \| \| 3 \| \| Sílvia Soler Espinosa \| 4 \| 4 \| \| \| \| 3 \| \| Dominika Cibulková \| 6 \| 6 \| \| \| \| 4 \| \| Lourdes Domínguez Lino \| 6 \| 64 \| 4 \| \| \| 4 \| \| Daniela Hantuchová \| 0 \| 7 \| 7 \| \| \| 5 \| \| Nuria Llagostera Vives / Arantxa Parra Santonja \| 6 \| 67 \| 6 \| \| \| 5 \| \| Magdaléna Rybáriková / Anna Schmiedlová \| 0 \| 7 \| 3 \| \| |           |                                                 |    |          |          |  |
| 1 | Hiszpania | Lourdes Domínguez Lino                          | 3  | 0        |          |  |
| 1 | Słowacja  | Dominika Cibulková                              | 6  | 6        |          |  |
| 2 | Hiszpania | Sílvia Soler Espinosa                           | 7  | 6        |          |  |
| 2 | Słowacja  | Daniela Hantuchová                              | 65 | 4        |          |  |
| 3 | Hiszpania | Sílvia Soler Espinosa                           | 4  | 4        |          |  |
| 3 | Słowacja  | Dominika Cibulková                              | 6  | 6        |          |  |
| 4 | Hiszpania | Lourdes Domínguez Lino                          | 6  | 64       | 4        |  |
| 4 | Słowacja  | Daniela Hantuchová                              | 0  | 7        | 7        |  |
| 5 | Hiszpania | Nuria Llagostera Vives / Arantxa Parra Santonja | 6  | 67       | 6        |  |
| 5 | Słowacja  | Magdaléna Rybáriková / Anna Schmiedlová         | 0  | 7        | 3        |  |

| Australia | Australia | 3                                   | 2  | Niemcy | Niemcy |  |
| --- | --------- | ----------------------------------- | -- | ------ | ------ |  |
| Porsche-Arena, Stuttgart, Niemcy nawierzchnia: Ceglana (hala) 21 kwietnia – 22 kwietnia 2012 |           |                                     |    |        |        |  |
| \| 1 \| \| Samantha Stosur \| 7 \| 6 \| \| \| \| 1 \| \| Angelique Kerber \| 61 \| 4 \| \| \| \| 2 \| \| Jarmila Gajdošová \| 6 \| 6 \| \| \| \| 2 \| \| Julia Görges \| 4 \| 4 \| \| \| \| 3 \| \| Samantha Stosur \| 6 \| 6 \| \| \| \| 3 \| \| Andrea Petković \| 4 \| 1 \| \| \| \| 4 \| \| Olivia Rogowska \| 3 \| 3 \| \| \| \| 4 \| \| Angelique Kerber \| 6 \| 6 \| \| \| \| 5 \| \| Casey Dellacqua / Jarmila Gajdošová \| 3 \| 4 \| \| \| \| 5 \| \| Julia Görges / Andrea Petković \| 6 \| 6 \| \| \| |           |                                     |    |        |        |  |
| 1 | Australia | Samantha Stosur                     | 7  | 6      |        |  |
| 1 | Niemcy    | Angelique Kerber                    | 61 | 4      |        |  |
| 2 | Australia | Jarmila Gajdošová                   | 6  | 6      |        |  |
| 2 | Niemcy    | Julia Görges                        | 4  | 4      |        |  |
| 3 | Australia | Samantha Stosur                     | 6  | 6      |        |  |
| 3 | Niemcy    | Andrea Petković                     | 4  | 1      |        |  |
| 4 | Australia | Olivia Rogowska                     | 3  | 3      |        |  |
| 4 | Niemcy    | Angelique Kerber                    | 6  | 6      |        |  |
| 5 | Australia | Casey Dellacqua / Jarmila Gajdošová | 3  | 4      |        |  |
| 5 | Niemcy    | Julia Görges / Andrea Petković      | 6  | 6      |        |  |

## Grupa Światowa II

### Składy
| Stany Zjednoczone                                                    | Japonia                                                  | Słowacja                                                                 | Szwajcaria                                                     |
| -------------------------------------------------------------------- | -------------------------------------------------------- | ------------------------------------------------------------------------ | -------------------------------------------------------------- |
| Serena Williams Christina McHale Venus Williams Liezel Huber         | Ayumi Morita Kimiko Date-Krumm Kurumi Nara Rika Fujiwara | Dominika Cibulková Daniela Hantuchová Magdaléna Rybáriková Jana Čepelová | Stefanie Vögele Amra Sadiković Timea Bacsinszky Belinda Bencic |
| Białoruś                                                             | Słowenia                                                 | Francja                                                                  | Australia                                                      |
| Wiktoryja Azaranka Anastasija Jakimawa Wolha Hawarcowa Darja Kustawa | Polona Hercog Petra Rampre Nastja Kolar Andreja Klepač   | Pauline Parmentier Virginie Razzano Alizé Cornet Kristina Mladenovic     | Samantha Stosur Jarmila Gajdošová Jelena Dokić Casey Dellacqua |

### Pierwsza runda
| Stany Zjednoczone | Stany Zjednoczone | 5                                   | 0 | Białoruś | Białoruś |  |
| --- | ----------------- | ----------------------------------- | - | -------- | -------- |  |
| DCU Center, Worcester, Stany Zjednoczone nawierzchnia: Twarda (hala) 4 lutego–5 lutego 2012 |                   |                                     |   |          |          |  |
| \| 1 \| \| Christina McHale \| 6 \| 6 \| \| \| \| 1 \| \| Anastasija Jakimawa \| 0 \| 4 \| \| \| \| 2 \| \| Serena Williams \| 7 \| 6 \| \| \| \| 2 \| \| Wolha Hawarcowa \| 5 \| 0 \| \| \| \| 3 \| \| Serena Williams \| 5 \| 6 \| 6 \| \| \| 3 \| \| Anastasija Jakimawa \| 7 \| 1 \| 1 \| \| \| 4 \| \| Christina McHale \| 6 \| 6 \| \| \| \| 4 \| \| Darja Kustawa \| 0 \| 1 \| \| \| \| 5 \| \| Liezel Huber / Venus Williams \| 6 \| 6 \| \| \| \| 5 \| \| Darja Kustawa / Anastasija Jakimawa \| 1 \| 2 \| \| \| |                   |                                     |   |          |          |  |
| 1 | Stany Zjednoczone | Christina McHale                    | 6 | 6        |          |  |
| 1 | Białoruś          | Anastasija Jakimawa                 | 0 | 4        |          |  |
| 2 | Stany Zjednoczone | Serena Williams                     | 7 | 6        |          |  |
| 2 | Białoruś          | Wolha Hawarcowa                     | 5 | 0        |          |  |
| 3 | Stany Zjednoczone | Serena Williams                     | 5 | 6        | 6        |  |
| 3 | Białoruś          | Anastasija Jakimawa                 | 7 | 1        | 1        |  |
| 4 | Stany Zjednoczone | Christina McHale                    | 6 | 6        |          |  |
| 4 | Białoruś          | Darja Kustawa                       | 0 | 1        |          |  |
| 5 | Stany Zjednoczone | Liezel Huber / Venus Williams       | 6 | 6        |          |  |
| 5 | Białoruś          | Darja Kustawa / Anastasija Jakimawa | 1 | 2        |          |  |

| Japonia | Japonia  | 5                            | 0 | Słowenia | Słowenia |  |
| --- | -------- | ---------------------------- | - | -------- | -------- |  |
| Ariake Coliseum, Tokio, Japonia nawierzchnia: Twarda (hala) 4 lutego–5 lutego 2012 |          |                              |   |          |          |  |
| \| 1 \| \| Kimiko Date-Krumm \| 2 \| 6 \| 6 \| \| \| 1 \| \| Polona Hercog \| 6 \| 4 \| 2 \| \| \| 2 \| \| Ayumi Morita \| 2 \| 6 \| 6 \| \| \| 2 \| \| Nastja Kolar \| 6 \| 4 \| 3 \| \| \| 3 \| \| Ayumi Morita \| 3 \| 7 \| 6 \| \| \| 3 \| \| Polona Hercog \| 6 \| 6 \| 1 \| \| \| 4 \| \| Kurumi Nara \| 6 \| 6 \| \| \| \| 4 \| \| Petra Rampre \| 4 \| 4 \| \| \| \| 5 \| \| Rika Fujiwara / Ayumi Morita \| 6 \| 5 \| 6 \| \| \| 5 \| \| Nastja Kolar / Petra Rampre \| 3 \| 7 \| 0 \| \| |          |                              |   |          |          |  |
| 1 | Japonia  | Kimiko Date-Krumm            | 2 | 6        | 6        |  |
| 1 | Słowenia | Polona Hercog                | 6 | 4        | 2        |  |
| 2 | Japonia  | Ayumi Morita                 | 2 | 6        | 6        |  |
| 2 | Słowenia | Nastja Kolar                 | 6 | 4        | 3        |  |
| 3 | Japonia  | Ayumi Morita                 | 3 | 7        | 6        |  |
| 3 | Słowenia | Polona Hercog                | 6 | 6        | 1        |  |
| 4 | Japonia  | Kurumi Nara                  | 6 | 6        |          |  |
| 4 | Słowenia | Petra Rampre                 | 4 | 4        |          |  |
| 5 | Japonia  | Rika Fujiwara / Ayumi Morita | 6 | 5        | 6        |  |
| 5 | Słowenia | Nastja Kolar / Petra Rampre  | 3 | 7        | 0        |  |

| Słowacja | Słowacja | 3                                      | 2 | Francja | Francja |  |
| --- | -------- | -------------------------------------- | - | ------- | ------- |  |
| Sibamac Arena, Bratysława, Słowacja nawierzchnia: Twarda (hala) 4 lutego–5 lutego 2012 |          |                                        |   |         |         |  |
| \| 1 \| \| Daniela Hantuchová \| 5 \| 6 \| 9 \| \| \| 1 \| \| Pauline Parmentier \| 7 \| 1 \| 7 \| \| \| 2 \| \| Dominika Cibulková \| 4 \| 4 \| \| \| \| 2 \| \| Virginie Razzano \| 6 \| 6 \| \| \| \| 3 \| \| Dominika Cibulková \| 6 \| 6 \| \| \| \| 3 \| \| Pauline Parmentier \| 4 \| 3 \| \| \| \| 4 \| \| Daniela Hantuchová \| 6 \| 6 \| \| \| \| 4 \| \| Alizé Cornet \| 3 \| 4 \| \| \| \| 5 \| \| Magdaléna Rybáriková / Jana Čepelová \| 1 \| 2 \| \| \| \| 5 \| \| Virginie Razzano / Kristina Mladenovic \| 6 \| 6 \| \| \| |          |                                        |   |         |         |  |
| 1 | Słowacja | Daniela Hantuchová                     | 5 | 6       | 9       |  |
| 1 | Francja  | Pauline Parmentier                     | 7 | 1       | 7       |  |
| 2 | Słowacja | Dominika Cibulková                     | 4 | 4       |         |  |
| 2 | Francja  | Virginie Razzano                       | 6 | 6       |         |  |
| 3 | Słowacja | Dominika Cibulková                     | 6 | 6       |         |  |
| 3 | Francja  | Pauline Parmentier                     | 4 | 3       |         |  |
| 4 | Słowacja | Daniela Hantuchová                     | 6 | 6       |         |  |
| 4 | Francja  | Alizé Cornet                           | 3 | 4       |         |  |
| 5 | Słowacja | Magdaléna Rybáriková / Jana Čepelová   | 1 | 2       |         |  |
| 5 | Francja  | Virginie Razzano / Kristina Mladenovic | 6 | 6       |         |  |

| Szwajcaria | Szwajcaria | 1                               | 4 | Australia | Australia |  |
| --- | ---------- | ------------------------------- | - | --------- | --------- |  |
| Forum Fribourg, Fryburg, Szwajcaria nawierzchnia: Ceglana (hala) 4 lutego–5 lutego 2012 |            |                                 |   |           |           |  |
| \| 1 \| \| Timea Bacsinszky \| 2 \| 5 \| \| \| \| 1 \| \| Samantha Stosur \| 6 \| 7 \| \| \| \| 2 \| \| Stefanie Vögele \| 6 \| 68 \| 8 \| \| \| 2 \| \| Jarmila Gajdošová \| 0 \| 7 \| 6 \| \| \| 3 \| \| Stefanie Vögele \| 3 \| 2 \| \| \| \| 3 \| \| Samantha Stosur \| 6 \| 6 \| \| \| \| 4 \| \| Amra Sadiković \| 3 \| 6 \| 6 \| \| \| 4 \| \| Jarmila Gajdošová \| 6 \| 3 \| 8 \| \| \| 5 \| \| Belinda Bencic / Amra Sadiković \| 5 \| 4 \| \| \| \| 5 \| \| Casey Dellacqua / Jelena Dokić \| 7 \| 6 \| \| \| |            |                                 |   |           |           |  |
| 1 | Szwajcaria | Timea Bacsinszky                | 2 | 5         |           |  |
| 1 | Australia  | Samantha Stosur                 | 6 | 7         |           |  |
| 2 | Szwajcaria | Stefanie Vögele                 | 6 | 68        | 8         |  |
| 2 | Australia  | Jarmila Gajdošová               | 0 | 7         | 6         |  |
| 3 | Szwajcaria | Stefanie Vögele                 | 3 | 2         |           |  |
| 3 | Australia  | Samantha Stosur                 | 6 | 6         |           |  |
| 4 | Szwajcaria | Amra Sadiković                  | 3 | 6         | 6         |  |
| 4 | Australia  | Jarmila Gajdošová               | 6 | 3         | 8         |  |
| 5 | Szwajcaria | Belinda Bencic / Amra Sadiković | 5 | 4         |           |  |
| 5 | Australia  | Casey Dellacqua / Jelena Dokić  | 7 | 6         |           |  |

## Baraże o Grupę Światową II

### Składy
| Francja                                                                        | Szwajcaria                                                           | Szwecja                                                       | Argentyna                                                       |
| ------------------------------------------------------------------------------ | -------------------------------------------------------------------- | ------------------------------------------------------------- | --------------------------------------------------------------- |
| Pauline Parmentier Stéphanie Foretz Gacon Virginie Razzano Kristina Mladenovic | Stefanie Vögele Amra Sadiković Timea Bacsinszky Belinda Bencic       | Sofia Arvidsson Johanna Larsson Hilda Melander Ellen Allgurin | Paula Ormaechea Florencia Molinero María Irigoyen Mailen Auroux |
| Słowenia                                                                       | Białoruś                                                             | Wielka Brytania                                               | Chiny                                                           |
| Polona Hercog Petra Rampre Nastja Kolar Katarina Srebotnik                     | Wolha Hawarcowa Darja Kustawa Alaksandra Sasnowicz Daria Liebieszewa | Elena Baltacha Anne Keothavong Heather Watson Laura Robson    | Wang Qiang Zhou Yimiao Liang Chen Liu Wanting                   |

### Wyniki
| Francja | Francja  | 5                                            | 0 | Słowenia | Słowenia |  |
| --- | -------- | -------------------------------------------- | - | -------- | -------- |  |
| Palais des Sports, Besançon, Francja nawierzchnia: Twarda (hala) 21 kwietnia – 22 kwietnia 2012 |          |                                              |   |          |          |  |
| \| 1 \| \| Virginie Razzano \| 2 \| 6 \| 6 \| \| \| 1 \| \| Petra Rampre \| 6 \| 4 \| 4 \| \| \| 2 \| \| Pauline Parmentier \| 6 \| 6 \| \| \| \| 2 \| \| Nastja Kolar \| 2 \| 3 \| \| \| \| 3 \| \| Pauline Parmentier \| 6 \| 3 \| 8 \| \| \| 3 \| \| Petra Rampre \| 4 \| 6 \| 6 \| \| \| 4 \| \| Stéphanie Foretz Gacon \| 7 \| 7 \| \| \| \| 4 \| \| Nastja Kolar \| 6 \| 61 \| \| \| \| 5 \| \| Stéphanie Foretz Gacon / Kristina Mladenovic \| 6 \| 6 \| \| \| \| 5 \| \| Petra Rampre / Katarina Srebotnik \| 3 \| 4 \| \| \| |          |                                              |   |          |          |  |
| 1 | Francja  | Virginie Razzano                             | 2 | 6        | 6        |  |
| 1 | Słowenia | Petra Rampre                                 | 6 | 4        | 4        |  |
| 2 | Francja  | Pauline Parmentier                           | 6 | 6        |          |  |
| 2 | Słowenia | Nastja Kolar                                 | 2 | 3        |          |  |
| 3 | Francja  | Pauline Parmentier                           | 6 | 3        | 8        |  |
| 3 | Słowenia | Petra Rampre                                 | 4 | 6        | 6        |  |
| 4 | Francja  | Stéphanie Foretz Gacon                       | 7 | 7        |          |  |
| 4 | Słowenia | Nastja Kolar                                 | 6 | 61       |          |  |
| 5 | Francja  | Stéphanie Foretz Gacon / Kristina Mladenovic | 6 | 6        |          |  |
| 5 | Słowenia | Petra Rampre / Katarina Srebotnik            | 3 | 4        |          |  |

| Szwajcaria | Szwajcaria | 4                                        | 1  | Białoruś | Białoruś |  |
| --- | ---------- | ---------------------------------------- | -- | -------- | -------- |  |
| Complexe Sportive des Iles, Yverdon-les-Bains, Szwajcaria nawierzchnia: Twarda (hala) 21 kwietnia – 22 kwietnia 2012 |            |                                          |    |          |          |  |
| \| 1 \| \| Timea Bacsinszky \| 4 \| 4 \| \| \| \| 1 \| \| Wolha Hawarcowa \| 6 \| 6 \| \| \| \| 2 \| \| Stefanie Vögele \| 6 \| 5 \| 6 \| \| \| 2 \| \| Alaksandra Sasnowicz \| 0 \| 7 \| 3 \| \| \| 3 \| \| Stefanie Vögele \| 6 \| 6 \| \| \| \| 3 \| \| Wolha Hawarcowa \| 1 \| 1 \| \| \| \| 4 \| \| Timea Bacsinszky \| 6 \| 3 \| 6 \| \| \| 4 \| \| Alaksandra Sasnowicz \| 2 \| 6 \| 1 \| \| \| 5 \| \| Belinda Bencic / Amra Sadiković \| 65 \| 7 \| 7 \| \| \| 5 \| \| Daria Liebieszewa / Alaksandra Sasnowicz \| 7 \| 67 \| 5 \| \| |            |                                          |    |          |          |  |
| 1 | Szwajcaria | Timea Bacsinszky                         | 4  | 4        |          |  |
| 1 | Białoruś   | Wolha Hawarcowa                          | 6  | 6        |          |  |
| 2 | Szwajcaria | Stefanie Vögele                          | 6  | 5        | 6        |  |
| 2 | Białoruś   | Alaksandra Sasnowicz                     | 0  | 7        | 3        |  |
| 3 | Szwajcaria | Stefanie Vögele                          | 6  | 6        |          |  |
| 3 | Białoruś   | Wolha Hawarcowa                          | 1  | 1        |          |  |
| 4 | Szwajcaria | Timea Bacsinszky                         | 6  | 3        | 6        |  |
| 4 | Białoruś   | Alaksandra Sasnowicz                     | 2  | 6        | 1        |  |
| 5 | Szwajcaria | Belinda Bencic / Amra Sadiković          | 65 | 7        | 7        |  |
| 5 | Białoruś   | Daria Liebieszewa / Alaksandra Sasnowicz | 7  | 67       | 5        |  |

| Szwecja | Szwecja         | 4                               | 1  | Wielka Brytania | Wielka Brytania |  |
| --- | --------------- | ------------------------------- | -- | --------------- | --------------- |  |
| Boråshallen, Borås, Szwecja nawierzchnia: Twarda (hala) 21 kwietnia – 22 kwietnia 2012 |                 |                                 |    |                 |                 |  |
| \| 1 \| \| Johanna Larsson \| 6 \| 7 \| \| \| \| 1 \| \| Elena Baltacha \| 1 \| 5 \| \| \| \| 2 \| \| Sofia Arvidsson \| 6 \| 6 \| \| \| \| 2 \| \| Anne Keothavong \| 1 \| 4 \| \| \| \| 3 \| \| Sofia Arvidsson \| 6 \| 1 \| 6 \| \| \| 3 \| \| Laura Robson \| 4 \| 6 \| 3 \| \| \| 4 \| \| Johanna Larsson \| 7 \| 3 \| 6 \| \| \| 4 \| \| Anne Keothavong \| 6 \| 6 \| 4 \| \| \| 5 \| \| Ellen Allgurin / Hilda Melander \| 63 \| 1 \| \| \| \| 5 \| \| Elena Baltacha / Heather Watson \| 7 \| 6 \| \| \| |                 |                                 |    |                 |                 |  |
| 1 | Szwecja         | Johanna Larsson                 | 6  | 7               |                 |  |
| 1 | Wielka Brytania | Elena Baltacha                  | 1  | 5               |                 |  |
| 2 | Szwecja         | Sofia Arvidsson                 | 6  | 6               |                 |  |
| 2 | Wielka Brytania | Anne Keothavong                 | 1  | 4               |                 |  |
| 3 | Szwecja         | Sofia Arvidsson                 | 6  | 1               | 6               |  |
| 3 | Wielka Brytania | Laura Robson                    | 4  | 6               | 3               |  |
| 4 | Szwecja         | Johanna Larsson                 | 7  | 3               | 6               |  |
| 4 | Wielka Brytania | Anne Keothavong                 | 6  | 6               | 4               |  |
| 5 | Szwecja         | Ellen Allgurin / Hilda Melander | 63 | 1               |                 |  |
| 5 | Wielka Brytania | Elena Baltacha / Heather Watson | 7  | 6               |                 |  |

| Argentyna | Argentyna | 4                              | 1  | Chiny |   |  |
| --- | --------- | ------------------------------ | -- | ----- | - |  |
| Parque Roca, Buenos Aires, Argentyna nawierzchnia: Ceglana 21 kwietnia – 22 kwietnia 2012 |           |                                |    |       |   |  |
| \| 1 \| \| Paula Ormaechea \| 6 \| 6 \| \| \| \| 1 \| \| Zhou Yimiao \| 2 \| 2 \| \| \| \| 2 \| \| Florencia Molinero \| 6 \| 6 \| \| \| \| 2 \| \| Wang Qiang \| 3 \| 4 \| \| \| \| 3 \| \| Paula Ormaechea \| 6 \| 6 \| \| \| \| 3 \| \| Wang Qiang \| 4 \| 2 \| \| \| \| 4 \| \| Florencia Molinero \| 61 \| 6 \| 3 \| \| \| 4 \| \| Zhou Yimiao \| 7 \| 2 \| 6 \| \| \| 5 \| \| Mailen Auroux / María Irigoyen \| 6 \| 6 \| \| \| \| 5 \| \| Liang Chen / Liu Wanting \| 3 \| 4 \| \| \| |           |                                |    |       |   |  |
| 1 | Argentyna | Paula Ormaechea                | 6  | 6     |   |  |
| 1 |           | Zhou Yimiao                    | 2  | 2     |   |  |
| 2 | Argentyna | Florencia Molinero             | 6  | 6     |   |  |
| 2 |           | Wang Qiang                     | 3  | 4     |   |  |
| 3 | Argentyna | Paula Ormaechea                | 6  | 6     |   |  |
| 3 |           | Wang Qiang                     | 4  | 2     |   |  |
| 4 | Argentyna | Florencia Molinero             | 61 | 6     | 3 |  |
| 4 |           | Zhou Yimiao                    | 7  | 2     | 6 |  |
| 5 | Argentyna | Mailen Auroux / María Irigoyen | 6  | 6     |   |  |
| 5 |           | Liang Chen / Liu Wanting       | 3  | 4     |   |  |

## Strefa amerykańska

### Grupa I
- Miejsce rozgrywek: Graciosa Country Club, Kurytyba, Brazylia[20]
- Data: 30 stycznia–4 lutego 2012
- Format:  faza grupowa – 9 reprezentacji w dwóch grupach

#### Grupa A
|  |           | Kanada       | Argentyna    | Peru         | Bahamy       | konfrontacje W–L | mecze W–L | / | Miejsce |
|  | Kanada    |              | 0:3 2 lutego | 2:1 1 lutego | 3:0 3 lutego | 2–1              | 5–4       |   | 2.      |
|  | Argentyna | 3:0 2 lutego |              | 3:0 3 lutego | 3:0 1 lutego | 3–0              | 9–0       |   | 1.      |
|  | Peru      | 1:2 1 lutego | 0:3 3 lutego |              | 3:0 2 lutego | 1–2              | 4–5       |   | 3.      |
|  | Bahamy    | 0:3 3 lutego | 0:3 1 lutego | 0:3 2 lutego |              | 0–3              | 0–9       |   | 4.      |

#### Grupa B
|  |           | Kolumbia        | Paragwaj        | Brazylia        | Wenezuela       | Boliwia         | konfrontacje W–L | mecze W–L | / | Miejsce |
|  | Kolumbia  |                 | 2:1 1 lutego    | 2:1 3 lutego    | 3:0 30 stycznia | 3:0 31 stycznia | 4–0              | 10–2      |   | 1.      |
|  | Paragwaj  | 1:2 1 lutego    |                 | 2:1 31 stycznia | 2:1 2 lutego    | 3:0 30 stycznia | 3–1              | 8–4       |   | 2.      |
|  | Brazylia  | 1:2 3 lutego    | 1:2 31 stycznia |                 | 2:1 1 lutego    | 3:0 2 lutego    | 2–2              | 7–5       |   | 3.      |
|  | Wenezuela | 0:3 30 stycznia | 1:2 2 lutego    | 1:2 1 lutego    |                 | 3:0 3 lutego    | 1–3              | 5–7       |   | 4.      |
|  | Boliwia   | 0:3 31 stycznia | 0:3 30 stycznia | 0:3 2 lutego    | 0:3 3 lutego    |                 | 0–4              | 0–12      |   | 5.      |

#### Play-off
| Miejsce    | Zwycięzca | Wynik | Przegrany |
| ---------- | --------- | ----- | --------- |
| Awans      | Argentyna | 2-0   | Kolumbia  |
| 3. miejsce | Paragwaj  | 2-0   | Kanada    |
| 5. miejsce | Brazylia  |       |           |
| Spadek     | Peru      | 2-0   | Boliwia   |
| Spadek     | Wenezuela | 2-0   | Bahamy    |

#### Klasyfikacja końcowa
| Argentyna | awans do Baraży o Grupę Światową II           |
| Kolumbia  | 2. miejsce w Grupie I strefy amerykańskiej    |
| Paragwaj  | 3. miejsce w Grupie I strefy amerykańskiej    |
| Kanada    | 4. miejsce w Grupie I strefy amerykańskiej    |
| Brazylia  | 5. miejsce w Grupie I strefy amerykańskiej    |
| Peru      | 6.–7. miejsce w Grupie I strefy amerykańskiej |
| Wenezuela | 6.–7. miejsce w Grupie I strefy amerykańskiej |
| Boliwia   | spadek do Grupy II strefy amerykańskiej       |
| Bahamy    | spadek do Grupy II strefy amerykańskiej       |

### Grupa II
- Miejsce rozgrywek: Guadalajara, Meksyk[21]
- Data: 16 kwietnia–22 kwietnia 2012
- Format:  faza grupowa – 9 reprezentacji w dwóch grupach

#### Grupa A
|  |                   | Gwatemala       | Ekwador         | Trynidad i Tobago | Dominikana      | konfrontacje W–L | mecze W–L | / | Miejsce |
|  | Gwatemala         |                 | 3:0 18 kwietnia | 0:3 19 kwietnia   | 3:0 17 kwietnia | 2–1              | 6–3       |   | 2.      |
|  | Ekwador           | 0:3 18 kwietnia |                 | 0:3 17 kwietnia   | 2:1 19 kwietnia | 1–2              | 2–7       |   | 3.      |
|  | Trynidad i Tobago | 3:0 19 kwietnia | 3:0 17 kwietnia |                   | 3:0 18 kwietnia | 3–0              | 9–0       |   | 1.      |
|  | Dominikana        | 0:3 17 kwietnia | 1:2 19 kwietnia | 0:3 18 kwietnia   |                 | 0–3              | 1–8       |   | 4.      |

#### Grupa B
|  |           | Chile           | Meksyk          | Portoryko       | Urugwaj         | Kostaryka       | konfrontacje W–L | mecze W–L | / | Miejsce |
|  | Chile     |                 | 3:0 17 kwietnia | 2:1 18 kwietnia | 3:0 19 kwietnia | 3:0 20 kwietnia | 4–0              | 11–1      |   | 1.      |
|  | Meksyk    | 0:3 17 kwietnia |                 | 2:1 19 kwietnia | 3:0 20 kwietnia | 3:0 16 kwietnia | 3–1              | 8–4       |   | 2.      |
|  | Portoryko | 1:2 18 kwietnia | 1:2 19 kwietnia |                 | 2:1 16 kwietnia | 3:0 17 kwietnia | 2–2              | 7–5       |   | 3.      |
|  | Urugwaj   | 0:3 19 kwietnia | 0:3 20 kwietnia | 1:2 16 kwietnia |                 | 2:1 18 kwietnia | 1–3              | 3–9       |   | 4.      |
|  | Kostaryka | 0:3 20 kwietnia | 0:3 16 kwietnia | 0:3 17 kwietnia | 1:2 18 kwietnia |                 | 0–4              | 1–11      |   | 5.      |

#### Play-off
| Miejsce    | Zwycięzca | Wynik | Przegrany         |
| ---------- | --------- | ----- | ----------------- |
| Awans      | Meksyk    | 2-0   | Trynidad i Tobago |
| Awans      | Chile     | 2-0   | Gwatemala         |
| 5. miejsce | Portoryko | 2-1   | Ekwador           |
| 7. miejsce | Urugwaj   | 2-1   | Dominikana        |
| 9. miejsce | Kostaryka |       |                   |

#### Klasyfikacja końcowa
| Meksyk            | awans do Grupy I strefy amerykańskiej          |
| Chile             | awans do Grupy I strefy amerykańskiej          |
| Trynidad i Tobago | 3.–4. miejsce w Grupie II strefy amerykańskiej |
| Gwatemala         | 3.–4. miejsce w Grupie II strefy amerykańskiej |
| Portoryko         | 5. miejsce w Grupie II strefy amerykańskiej    |
| Ekwador           | 6. miejsce w Grupie II strefy amerykańskiej    |
| Urugwaj           | 7. miejsce w Grupie II strefy amerykańskiej    |
| Dominikana        | 8. miejsce w Grupie II strefy amerykańskiej    |
| Kostaryka         | 9. miejsce w Grupie II strefy amerykańskiej    |

## Strefa azjatycka

### Grupa I
- Miejsce rozgrywek: Shenzhen, Chiny[22]
- Data: 30 stycznia–4 lutego 2012
- Format:  faza grupowa – 7 reprezentacji w dwóch grupach

#### Grupa A
|  |                 | Chiny        | Uzbekistan   | Chińskie Tajpej | konfrontacje W–L | mecze W–L | / | Miejsce |
|  | Chiny           |              | 3:0 3 lutego | 3:0 2 lutego    | 2–0              | 6–0       |   | 1.      |
|  | Uzbekistan      | 0:3 3 lutego |              | 0:3 1 lutego    | 0–2              | 0–6       |   | 3.      |
|  | Chińskie Tajpej | 0:3 2 lutego | 3:0 1 lutego |                 | 1–1              | 3–3       |   | 2.      |

#### Grupa B
|  |                  | Tajlandia    | Kazachstan   | Korea Południowa | Indonezja    | konfrontacje W–L | mecze W–L | / | Miejsce |
|  | Tajlandia        |              | 1:2 3 lutego | 3:0 2 lutego     | 3:0 1 lutego | 2–1              | 7–2       |   | 2.      |
|  | Kazachstan       | 2:1 3 lutego |              | 3:0 1 lutego     | 3:0 2 lutego | 3–0              | 8–1       |   | 1.      |
|  | Korea Południowa | 0:3 2 lutego | 0:3 1 lutego |                  | 2:1 3 lutego | 1–2              | 2–7       |   | 3.      |
|  | Indonezja        | 0:3 1 lutego | 0:3 2 lutego | 1:2 3 lutego     |              | 0–3              | 1–8       |   | 4.      |

#### Play-off
| Miejsce    | Zwycięzca        | Wynik | Przegrany  |
| ---------- | ---------------- | ----- | ---------- |
| Awans      | Chiny            | 2-0   | Kazachstan |
| 3. miejsce | Chińskie Tajpej  | 2-1   | Tajlandia  |
| 5. miejsce | Korea Południowa |       |            |
| Spadek     | Uzbekistan       | 3-0   | Indonezja  |

#### Klasyfikacja końcowa
| Chiny            | awans do Baraży o Grupę Światową II      |
| Kazachstan       | 2. miejsce w Grupie I strefy azjatyckiej |
| Chińskie Tajpej  | 3. miejsce w Grupie I strefy azjatyckiej |
| Tajlandia        | 4. miejsce w Grupie I strefy azjatyckiej |
| Korea Południowa | 5. miejsce w Grupie I strefy azjatyckiej |
| Uzbekistan       | 6. miejsce w Grupie I strefy azjatyckiej |
| Indonezja        | spadek do Grupy II strefy azjatyckiej    |

### Grupa II
- Miejsce rozgrywek: Shenzhen, Chiny[23]
- Data: 30 stycznia–4 lutego 2012
- Format:  faza grupowa – 10 reprezentacji w dwóch grupach

#### Grupa A
|  |           | Hongkong        | Singapur        | Kirgistan       | Pakistan        | Sri Lanka       | konfrontacje W–L | mecze W–L | / | Miejsce |
|  | Hongkong  |                 | 3:0 2 lutego    | 2:1 3 lutego    | 3:0 1 lutego    | 3:0 31 stycznia | 4–0              | 11–1      |   | 1.      |
|  | Singapur  | 0:3 2 lutego    |                 | 1:2 1 lutego    | 1:2 31 stycznia | 2:1 30 stycznia | 1–3              | 4–8       |   | 3.      |
|  | Kirgistan | 1:2 3 lutego    | 2:1 1 lutego    |                 | 3:0 30 stycznia | 3:0 2 lutego    | 3–1              | 9–3       |   | 2.      |
|  | Pakistan  | 0:3 1 lutego    | 2:1 31 stycznia | 0:3 30 stycznia |                 | 1:2 3 lutego    | 1–3              | 3–9       |   | 4.      |
|  | Sri Lanka | 0:3 31 stycznia | 1:2 30 stycznia | 0:3 2 lutego    | 2:1 3 lutego    |                 | 1–3              | 3–9       |   | 5.      |

#### Grupa B
|  |              | Filipiny        | Indie           | Turkmenistan    | Oman            | Iran            | konfrontacje W–L | mecze W–L | / | Miejsce |
|  | Filipiny     |                 | 1:2 3 lutego    | 2:1 2 lutego    | 2:1 1 lutego    | 3:0 31 stycznia | 3–1              | 8–4       |   | 2.      |
|  | Indie        | 2:1 3 lutego    |                 | 3:0 1 lutego    | 3:0 31 stycznia | 3:0 30 stycznia | 4–0              | 11–1      |   | 1.      |
|  | Turkmenistan | 1:2 2 lutego    | 0:3 1 lutego    |                 | 2:1 30 stycznia | 3:0 3 lutego    | 2–2              | 6–6       |   | 3.      |
|  | Oman         | 1:2 1 lutego    | 0:3 31 stycznia | 1:2 30 stycznia |                 | 2:1 2 lutego    | 1–3              | 4–8       |   | 4.      |
|  | Iran         | 0:3 31 stycznia | 0:3 30 stycznia | 0:3 3 lutego    | 1:2 2 lutego    |                 | 0–4              | 1–11      |   | 5.      |

#### Play-off
| Miejsce    | Zwycięzca    | Wynik | Przegrany |
| ---------- | ------------ | ----- | --------- |
| Awans      | Indie        | 2-1   | Hongkong  |
| 3. miejsce | Filipiny     | 2-1   | Kirgistan |
| 5. miejsce | Turkmenistan | 3-0   | Singapur  |
| 7. miejsce | Oman         | 2-1   | Pakistan  |
| 9. miejsce | Sri Lanka    | 3-0   | Iran      |

#### Klasyfikacja końcowa
| Indie        | awans do Grupy I strefy azjatyckiej        |
| Hongkong     | 2. miejsce w Grupie II strefy azjatyckiej  |
| Filipiny     | 3. miejsce w Grupie II strefy azjatyckiej  |
| Kirgistan    | 4. miejsce w Grupie II strefy azjatyckiej  |
| Turkmenistan | 5. miejsce w Grupie II strefy azjatyckiej  |
| Singapur     | 6. miejsce w Grupie II strefy azjatyckiej  |
| Oman         | 7. miejsce w Grupie II strefy azjatyckiej  |
| Pakistan     | 8. miejsce w Grupie II strefy azjatyckiej  |
| Sri Lanka    | 9. miejsce w Grupie II strefy azjatyckiej  |
| Iran         | 10. miejsce w Grupie II strefy azjatyckiej |

## Strefa europejsko-afrykańska

### Grupa I
- Miejsce rozgrywek:  Municipal Tennis Club, Ejlat, Izrael[24]
- Data: 1 lutego–4 lutego 2012
- Format:  faza grupowa – 15 reprezentacji w czterech grupach

#### Grupa A
|  |          | Estonia      | Austria      | Bułgaria     | konfrontacje W–L | mecze W–L | / | Miejsce |
|  | Estonia  |              | 1:2 2 lutego | 0:3 1 lutego | 0–2              | 1–5       |   | 3.      |
|  | Austria  | 2:1 2 lutego |              | 2:1 3 lutego | 2–0              | 4–2       |   | 1.      |
|  | Bułgaria | 3:0 1 lutego | 1:2 3 lutego |              | 1–1              | 4–2       |   | 2.      |

#### Grupa B
|  |                      | Szwecja      | Węgry        | Grecja       | Bośnia i Hercegowina | konfrontacje W–L | mecze W–L | / | Miejsce |
|  | Szwecja              |              | 2:1 2 lutego | 1:2 3 lutego | 3:0 1 lutego         | 2–1              | 6–3       |   | 1.      |
|  | Węgry                | 1:2 2 lutego |              | 3:0 1 lutego | 2:1 3 lutego         | 2–1              | 6–3       |   | 2.      |
|  | Grecja               | 2:1 3 lutego | 0:3 1 lutego |              | 0:3 2 lutego         | 1–2              | 2–7       |   | 4.      |
|  | Bośnia i Hercegowina | 0:3 1 lutego | 1:2 3 lutego | 3:0 2 lutego |                      | 1–2              | 4–5       |   | 3.      |

#### Grupa C
|  |                 | Holandia     | Wielka Brytania | Izrael       | Portugalia   | konfrontacje W–L | mecze W–L | / | Miejsce |
|  | Holandia        |              | 1:2 2 lutego    | 1:2 1 lutego | 1:2 3 lutego | 0–3              | 3–6       |   | 4.      |
|  | Wielka Brytania | 2:1 2 lutego |                 | 3:0 3 lutego | 3:0 1 lutego | 3–0              | 8–1       |   | 1.      |
|  | Izrael          | 2:1 1 lutego | 0:3 3 lutego    |              | 1:2 2 lutego | 1–2              | 3–6       |   | 3.      |
|  | Portugalia      | 2:1 3 lutego | 0:3 1 lutego    | 2:1 2 lutego |              | 2–1              | 4–5       |   | 2.      |

#### Grupa D
|  |            | Polska       | Rumunia      | Chorwacja    | Luksemburg   | konfrontacje W–L | mecze W–L | / | Miejsce |
|  | Polska     |              | 2:1 3 lutego | 3:0 2 lutego | 3:0 1 lutego | 3–0              | 8–1       |   | 1.      |
|  | Rumunia    | 1:2 3 lutego |              | 2:1 1 lutego | 3:0 2 lutego | 2–1              | 6–3       |   | 2.      |
|  | Chorwacja  | 0:3 2 lutego | 1:2 1 lutego |              | 2:1 3 lutego | 1–2              | 3–6       |   | 3.      |
|  | Luksemburg | 0:3 1 lutego | 0:3 2 lutego | 1:2 3 lutego |              | 0–3              | 1–8       |   | 4.      |

#### Play-off
| Miejsce        | Zwycięzca       | Wynik | Przegrany            |
| -------------- | --------------- | ----- | -------------------- |
| Awans          | Wielka Brytania | 0-2   | Austria              |
| Awans          | Szwecja         | 2-1   | Polska               |
| 5.–8. miejsce  | Portugalia      | 2-0   | Bułgaria             |
| 5.–8. miejsce  | Rumunia         | 2-0   | Węgry                |
| 9.–12. miejsce | Chorwacja       | 2-0   | Bośnia i Hercegowina |
| 9.–12. miejsce | Izrael          |       |                      |
| Spadek         | Holandia        | 2-1   | Estonia              |
| Spadek         | Luksemburg      | 2-1   | Grecja               |

#### Klasyfikacja końcowa
| Wielka Brytania      | awans do Baraży o Grupę Światową II                       |
| Szwecja              | awans do Baraży o Grupę Światową II                       |
| Austria              | 3.–4. miejsce w Grupie I strefy europejsko-afrykańskiej   |
| Polska               | 3.–4. miejsce w Grupie I strefy europejsko-afrykańskiej   |
| Portugalia           | 5.–6. miejsce w Grupie I strefy europejsko-afrykańskiej   |
| Rumunia              | 5.–6. miejsce w Grupie I strefy europejsko-afrykańskiej   |
| Bułgaria             | 7.–8. miejsce w Grupie I strefy europejsko-afrykańskiej   |
| Węgry                | 7.–8. miejsce w Grupie I strefy europejsko-afrykańskiej   |
| Chorwacja            | 9.–10. miejsce w Grupie I strefy europejsko-afrykańskiej  |
| Izrael               | 9.–10. miejsce w Grupie I strefy europejsko-afrykańskiej  |
| Bośnia i Hercegowina | 11. miejsce w Grupie I strefy europejsko-afrykańskiej     |
| Holandia             | 13.–14. miejsce w Grupie I strefy europejsko-afrykańskiej |
| Luksemburg           | 13.–14. miejsce w Grupie I strefy europejsko-afrykańskiej |
| Estonia              | spadek do Grupy II europejsko-afrykańskiej                |
| Grecja               | spadek do Grupy II europejsko-afrykańskiej                |

### Grupa II
- Miejsce rozgrywek:  Gizera Sporting Club, Kair, Egipt[25]
- Data: 16 kwietnia–22 kwietnia 2012
- Format:  faza grupowa – 8 reprezentacji w dwóch grupach

#### Grupa A
|  |                   | Finlandia       | Południowa Afryka | Dania           | Czarnogóra      | konfrontacje W–L | mecze W–L | / | Miejsce |
|  | Finlandia         |                 | 0:3 19 kwietnia   | 2:1 20 kwietnia | 0:3 18 kwietnia | 1–2              | 2–7       |   | 3.      |
|  | Południowa Afryka | 3:0 19 kwietnia |                   | 3:0 18 kwietnia | 3:0 20 kwietnia | 3–0              | 9–0       |   | 1.      |
|  | Dania             | 1:2 20 kwietnia | 0:3 18 kwietnia   |                 | 1:2 19 kwietnia | 0–3              | 2–7       |   | 4.      |
|  | Czarnogóra        | 3:0 18 kwietnia | 0:3 20 kwietnia   | 2:1 19 kwietnia |                 | 2–1              | 5–4       |   | 2.      |

#### Grupa B
|  |          | Gruzja          | Łotwa           | Turcja          | Norwegia        | konfrontacje W–L | mecze W–L | / | Miejsce |
|  | Gruzja   |                 | 2:1 19 kwietnia | 3:0 20 kwietnia | 3:0 18 kwietnia | 3–0              | 8–1       |   | 1.      |
|  | Łotwa    | 1:2 19 kwietnia |                 | 1:2 18 kwietnia | 3:0 20 kwietnia | 1–2              | 5–4       |   | 3.      |
|  | Turcja   | 0:3 20 kwietnia | 2:1 18 kwietnia |                 | 3:0 19 kwietnia | 2–1              | 5–4       |   | 2.      |
|  | Norwegia | 0:3 18 kwietnia | 0:3 20 kwietnia | 0:3 19 kwietnia |                 | 0–3              | 0–9       |   | 4.      |

#### Play-off
| Miejsce | Zwycięzca | Wynik | Przegrany         |
| ------- | --------- | ----- | ----------------- |
| Awans   | Turcja    | 3-0   | Południowa Afryka |
| Awans   | Gruzja    | 3-0   | Czarnogóra        |
| Spadek  | Finlandia | 3-0   | Norwegia          |
| Spadek  | Łotwa     | 3-0   | Dania             |

#### Klasyfikacja końcowa
| Turcja            | awans do Grupy I strefy europejsko-afrykańskiej          |
| Gruzja            | awans do Grupy I strefy europejsko-afrykańskiej          |
| Południowa Afryka | 3.–4. miejsce w Grupie II strefy europejsko-afrykańskiej |
| Czarnogóra        | 3.–4. miejsce w Grupie II strefy europejsko-afrykańskiej |
| Finlandia         | 5.–6. miejsce w Grupie II strefy europejsko-afrykańskiej |
| Łotwa             | 5.–6. miejsce w Grupie II strefy europejsko-afrykańskiej |
| Norwegia          | spadek do Grupy III strefy europejsko-afrykańskiej       |
| Dania             | spadek do Grupy III strefy europejsko-afrykańskiej       |

### Grupa III
- Miejsce rozgrywek:  Gizera Sporting Club, Kair, Egipt[26]
- Data: 16 kwietnia–22 kwietnia 2012
- Format:  faza grupowa – 11 reprezentacji w czterech grupach

#### Grupa A
|  |          | Maroko          | Armenia         | Irlandia        | Malta           | Kenia           | konfrontacje W–L | mecze W–L | / | Miejsce |
|  | Maroko   |                 | 2:1 20 kwietnia | 2:1 18 kwietnia | 2:1 19 kwietnia | 3:0 17 kwietnia | 4–0              | 9–3       |   | 1.      |
|  | Armenia  | 1:2 20 kwietnia |                 | 1:2 19 kwietnia | 3:0 17 kwietnia | 3:0 16 kwietnia | 2–2              | 8–4       |   | 3.      |
|  | Irlandia | 1:2 18 kwietnia | 2:1 19 kwietnia |                 | 2:1 16 kwietnia | 3:0 20 kwietnia | 3–1              | 8–4       |   | 2.      |
|  | Malta    | 1:2 19 kwietnia | 0:3 17 kwietnia | 1:2 16 kwietnia |                 | 3:0 18 kwietnia | 1–3              | 5–7       |   | 4.      |
|  | Kenia    | 0:3 17 kwietnia | 0:3 16 kwietnia | 0:3 20 kwietnia | 0:3 18 kwietnia |                 | 0–4              | 0–12      |   | 5.      |

#### Grupa B
|  |          | Egipt           | Tunezja         | Litwa           | Mołdawia        | Cypr            | Namibia         | konfrontacje W–L | mecze W–L | / | Miejsce |
|  | Egipt    |                 | 0:3 19 kwietnia | 0:3 18 kwietnia | 3:0 20 kwietnia | 3:0 16 kwietnia | 3:0 17 kwietnia | 3–2              | 9–6       |   | 3.      |
|  | Tunezja  | 3:0 19 kwietnia |                 | 2:1 20 kwietnia | 3:0 16 kwietnia | 3:0 17 kwietnia | 2:1 18 kwietnia | 5–0              | 13–2      |   | 1.      |
|  | Litwa    | 3:0 18 kwietnia | 1:2 20 kwietnia |                 | 3:0 17 kwietnia | 3:0 19 kwietnia | 3:0 16 kwietnia | 4–1              | 13–2      |   | 2.      |
|  | Mołdawia | 0:3 20 kwietnia | 0:3 16 kwietnia | 0:3 17 kwietnia |                 | 2:1 18 kwietnia | 2:1 19 kwietnia | 2–3              | 4–11      |   | 4.      |
|  | Cypr     | 0:3 16 kwietnia | 0:3 17 kwietnia | 0:3 19 kwietnia | 1:2 18 kwietnia |                 | 2:1 20 kwietnia | 1–4              | 3–12      |   | 5.      |
|  | Namibia  | 0:3 17 kwietnia | 1:2 18 kwietnia | 0:3 16 kwietnia | 1:2 19 kwietnia | 1:2 20 kwietnia |                 | 0–5              | 3–12      |   | 6.      |

#### Play-off
| Miejsce        | Zwycięzca | Wynik | Przegrany |
| -------------- | --------- | ----- | --------- |
| Awans          | Litwa     | 2-1   | Maroko    |
| Awans          | Tunezja   | 2-1   | Irlandia  |
| 5.–8. miejsce  | Egipt     | 2-1   | Armenia   |
| 5.–8. miejsce  | Mołdawia  | 2-1   | Malta     |
| 9.–12. miejsce | Cypr      | 3-0   | Kenia     |
| 9.–12. miejsce | Namibia   |       |           |

#### Klasyfikacja końcowa
| Litwa    | awans do Grupy II strefy europejsko-afrykańskiej           |
| Tunezja  | awans do Grupy II strefy europejsko-afrykańskiej           |
| Maroko   | 3.–4. miejsce w Grupie III strefy europejsko-afrykańskiej  |
| Irlandia | 3.–4. miejsce w Grupie III strefy europejsko-afrykańskiej  |
| Egipt    | 5.–6. miejsce w Grupie III strefy europejsko-afrykańskiej  |
| Mołdawia | 5.–6. miejsce w Grupie III strefy europejsko-afrykańskiej  |
| Armenia  | 7.–8. miejsce w Grupie III strefy europejsko-afrykańskiej  |
| Malta    | 7.–8. miejsce w Grupie III strefy europejsko-afrykańskiej  |
| Cypr     | 9.–10. miejsce w Grupie III strefy europejsko-afrykańskiej |
| Namibia  | 9.–10. miejsce w Grupie III strefy europejsko-afrykańskiej |
| Kenia    | 11. miejsce w Grupie III strefy europejsko-afrykańskiej    |